# Škoda 15T
Škoda 15T (також Škoda ForCity Alfa) — чеські повністю низькопідлогові пасажирські зчленовані трамваї з транзисторно-імпульсною системою керування, серії ForCity.
Виробляється з 2008 року на заводі Škoda Transportation.

## Історія

### Прага
Тип вагона був розроблений у 2005-2008 рр. для Празької транспортної компанії. 
Трисекційний Škoda 15T є наступником п'ятисекційного 14T, також виробленого Škoda. 
Місто Прага замовило 250 таких трамваїв із 100% низькою підлогою. 
Тестова експлуатація з пасажирами першого трамваю в Празі розпочалась з 6 жовтня 2010 року. 
На відміну від 14T з багатошарнірною конструкцією, 15T знову мав справжні візки, причому виробнику вперше вдалося реалізувати проходи без сходів і повністю низьку підлогу над візками Якобса.

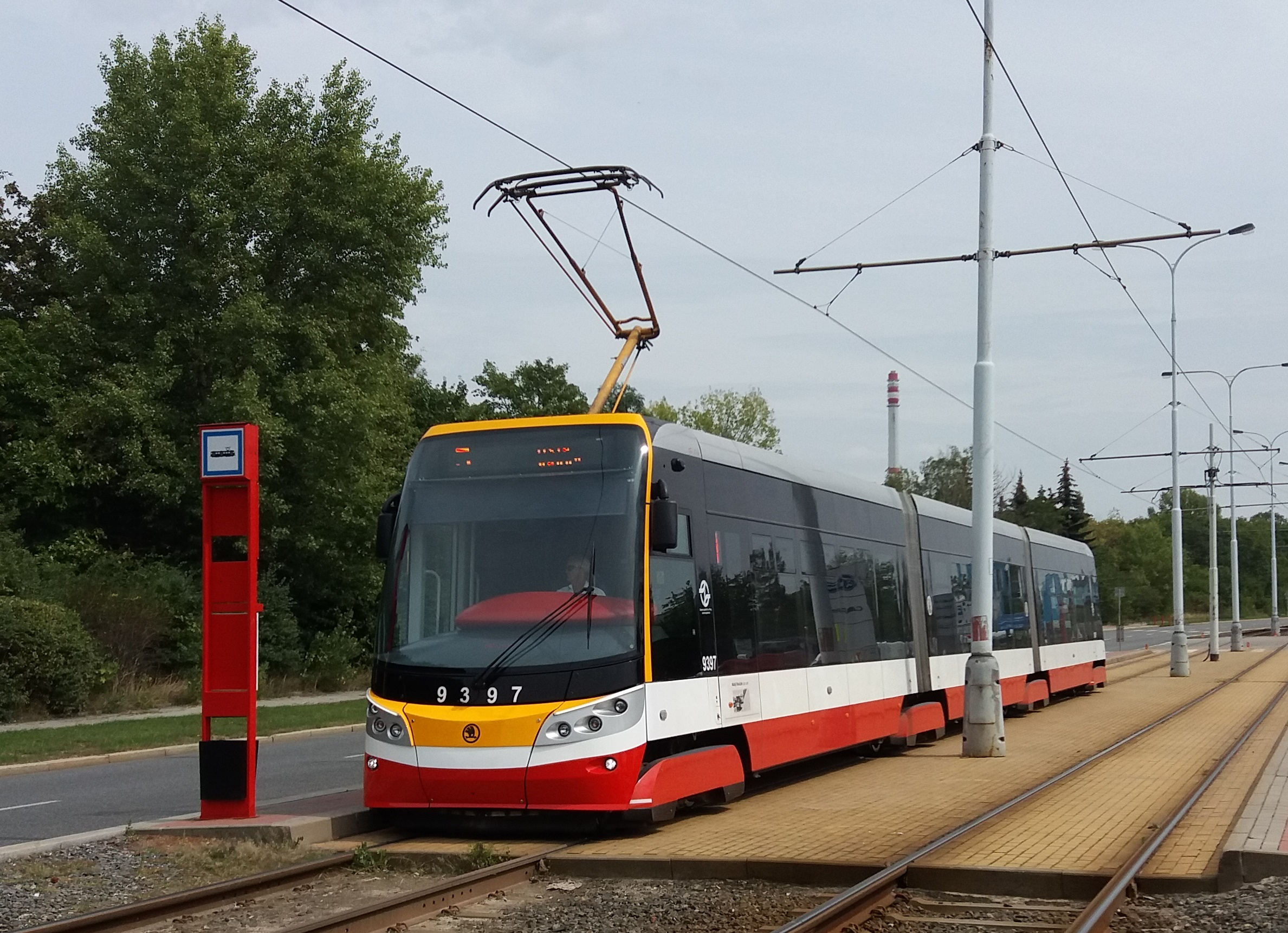
15Т другої серії

Після постачання 125 вагонів було внесено кілька візуальних і технічних змін. 
Вагони другої серії, також іменовані Škoda 15T4, постачалися з серпня 2015 року. 
Серед іншого вони мають новий дизайн передньої частини та зміни пасажирської зони та оснащені безкоштовним доступом до Інтернету (Wi-Fi) та кондиціонером. 
Перше використання трамвая цієї серії відбулося 25 серпня 2015 року на лінії 18. 
Всього 125 вагонів, тобто половина замовлення, були поставлені другою серією.
Загалом до Праги було доставлено 250 одиниць у рамках восьми серій.

### Рига

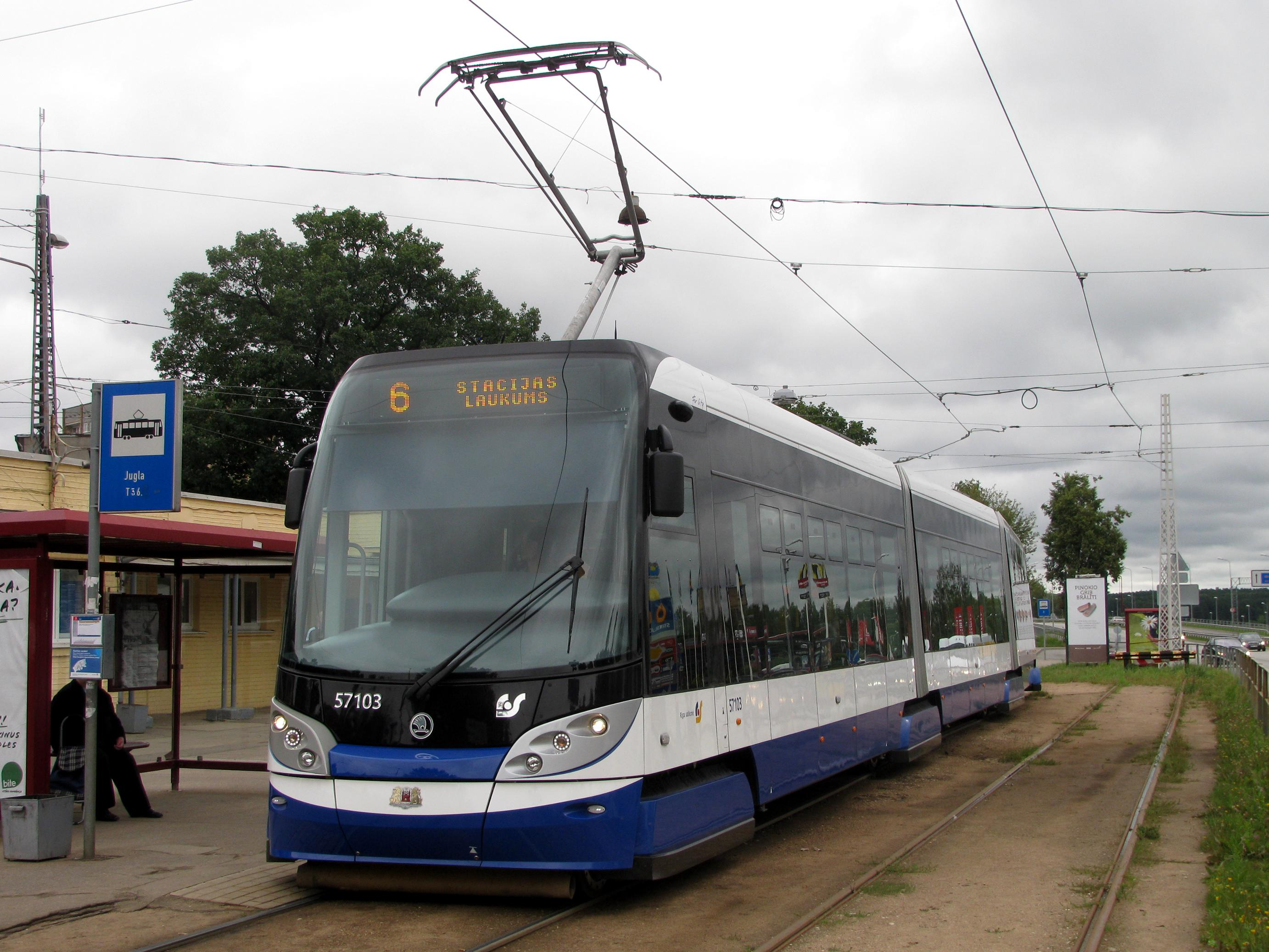
Škoda 15T в Ризі із біло-синьою лівреєю, зі зміненим передком

У травні 2008 року Управління міського транспорту Риги замовило 20 трамваїв з опцією ще на 32 вагони. 
Ці трамваї, із біло-синьою лівреєю, спроектовані на ширину колії 1524 мм. 
Перший прототип поставлено у червні 2009 року. 
Всі двадцять трамваїв поставлено до березня 2011 року. 
Друга серія з 6 чотирисекційних трамваїв поставлена з 2012 року. 
З 2017 року було поставлено ще 15 трисекційних і 5 чотирисекційних трамваїв.

### Китай

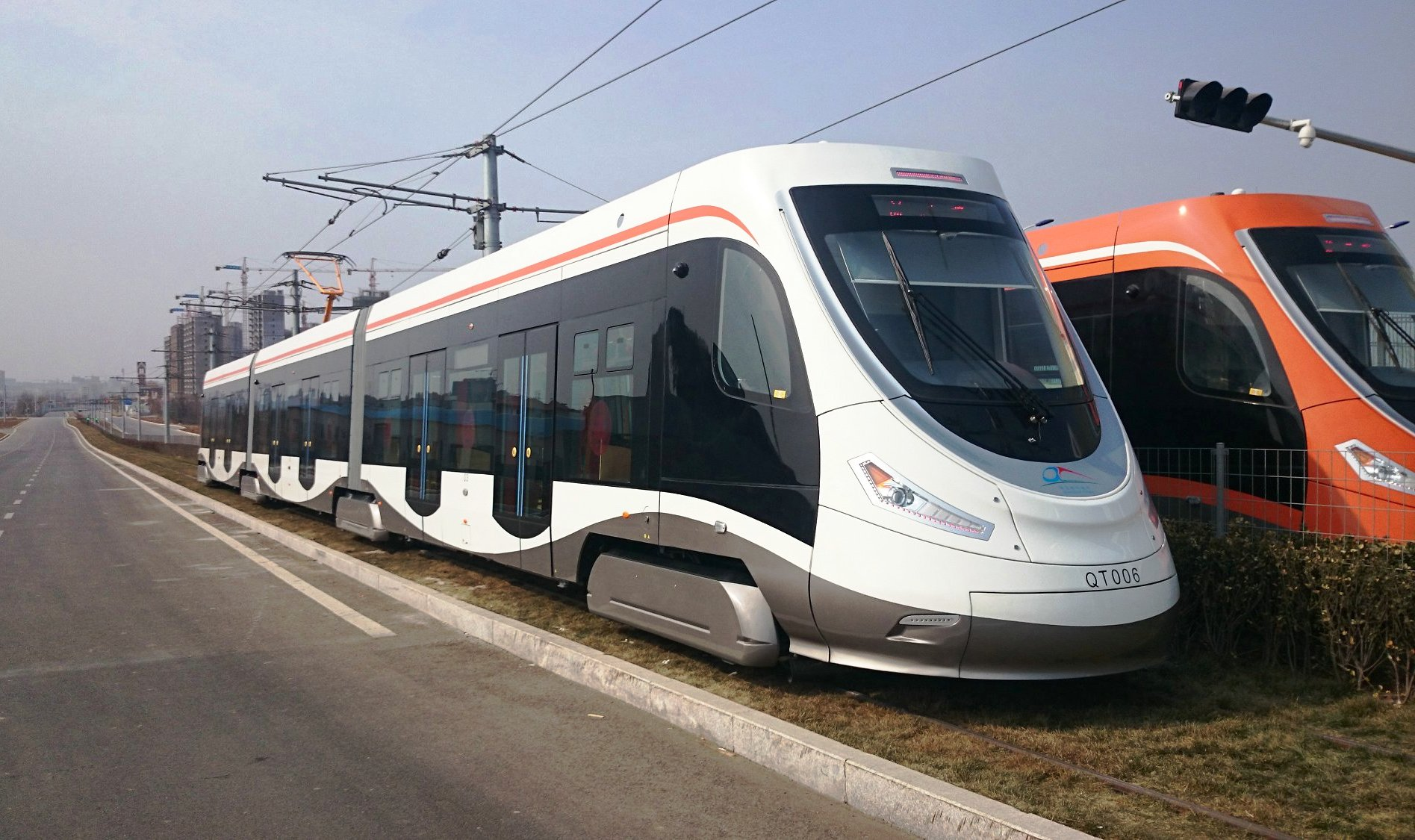
ForCity Alfa в Циндао, Китай

У 2013 році Škoda дозволила китайському виробнику CRRC Qingdao Sifang виробляти трамваї ForCity Alfa. 
У 2016 році трамвай Циндао почав працювати з двостороннім варіантом 27T. 
Вони можуть бути оснащені двигуном внутрішнього згоряння.

### Інше
Škoda брала участь у тендерах на нові трамваї в Ростоку та Гельсінкі. Обидва рази програли конкуренту.
У Хемніці трамваї типу 15T випробували на лінії 5 CVAG у будні дні з кінця квітня до кінця травня 2012 року.
Замість випробуваної ForCity Alfa CVAG замовив 14 багатосекційних трамваїв типу Škoda 35T ForCity Classic, які були поставлені в 2018–2020 роках, після загальноєвропейського тендеру.

## Технології
Кузови вагонів — зварні металоконструкції. 
Трамваї рухаються на візках з проміжними передачами, колеса яких приводяться в рух окремо від синхронних двигунів із збудженням від постійних магнітів. 
Точки повороту не знаходяться в середині візків. 
На кінцях вони зсунуті до центру вагону, щоб частина, яка виступає всередину салону, була вивернута менше. 
Центральні візки — візки Якобса під шарнірами і мають дві точки повороту над колісними парами.
Привід сконструйований без редуктора, але повністю амортизований.
Варіант з асинхронними двигунами замість синхронних двигунів також запропоновані для Ростоцького трамвая.
Над візками підлога (без сходів) піднята від висоти підлоги 350 мм до 450 мм і утворює сполучний коридор шириною 700 мм біля підлоги.